# Spinosantia muelleri
Spinosantia muelleri är en kräftdjursart som beskrevs av Wolff och Brandt 2000. Spinosantia muelleri ingår i släktet Spinosantia, och familjen Santiidae. Inga underarter finns listade.